# 敦布拉瓦鄉 (梅赫丁茨縣)
44°31′N 23°7′E / 44.517°N 23.117°E
敦布拉瓦鄉（羅馬尼亞語：Comuna Dumbrava, Mehedinți），是羅馬尼亞的鄉份，位於該國西南部，由梅赫丁茨縣負責管轄，面積81平方公里，海拔高度303米，2007年人口1,782，人口密度每平方公里22人。